# Úrsidas
La actividad de los meteoros de las Úrsidas (URS) comienza anualmente alrededor del 17 de diciembre y dura más de una semana, hasta el 25 o 26. Esta lluvia de meteoritos lleva el nombre de su punto radiante, que se encuentra cerca de la estrella Beta Ursae Minoris (Kochab) en la constelación de la Osa Menor.

## Historia
Las Úrsidas probablemente fueron descubiertas por William F. Denning, quien las observó durante varios años a principios del siglo XX. Si bien después hubo observaciones esporádicas, los primeros estudios coordinados de la lluvia no comenzaron hasta que el Dr. A. Bečvář observó una explosión de 169 por hora en 1945. Otras observaciones realizadas en la década de 1970 y en curso hasta la actualidad han establecido una relación con el cometa 8P/Tuttle.Peter Jenniskens y Esko Lyytinen descubrieron que podían ocurrir explosiones cuando el cometa Tuttle estaba en afelio porque algunos meteoroides quedan atrapados en la resonancia orbital 7/6 con Júpiter.

## Información técnica
Observaciones anteriores describieron un radiante promedio de RA=217°, DEC=76°, con un máximo ocurriendo en una longitud solar de 270,66 grados (alrededor del 22 de diciembre), y la duración se estableció entre el 17 y el 24 de diciembre.
Las Úrsidas tienen una corriente particularmente estrecha, lo que llevó al veterano observador de meteoritos Norman W. McLeod, III (Florida) a comentar que las Úrsidas "deben ser una corriente compacta como las cuadrántidas. Hay que estar dentro de las 12 horas del máximo para ver mucho".